# Biomutant
Biomutant est un jeu vidéo de type action-RPG développé par le studio suédois Experiment 101 et édité par THQ Nordic. Il est sorti le 25 mai 2021 sur Windows, PlayStation 4 et Xbox One.

## Système de jeu
Biomutant est un action-RPG en vue à la troisième personne se déroulant dans un monde ouvert post-apocalyptique.

## Développement
Biomutant est développé par le studio suédois Experiment 101, formé en 2015 par d'anciens employés d'Avalanche Studios ayant notamment travaillé sur la série Just Cause. Le jeu est officiellement annoncé le 22 août 2017. En novembre 2017, l'éditeur THQ Nordic rachète le studio. La sortie de Biomutant, initialement prévue pour 2018, est repoussée à plusieurs reprises jusqu'au 25 mai 2021.

## Accueil
Biomutant reçoit un accueil critique mitigé, l'agrégateur Metacritic lui donnant une note comprise entre 62 et 68/100 selon la plate-forme.